# Heim-Gletscher
Der Heim-Gletscher ist ein Gletscher an der Loubet-Küste des Grahamlands im Norden der Antarktischen Halbinsel. Er fließt im südöstlichen Teil der Arrowsmith-Halbinsel in südlicher Richtung zum vereisten Jones-Kanal. Gemeinsam mit dem nördlich gelegenen Antevs-Gletscher bildet er eine querverlaufende Senke, die bis zum südwestlichen Abschnitt des Lallemand-Fjords reicht.
Erstmals gesichtet wurde der Gletscher 1936 bei der British Graham Land Expedition (1934–1937) unter der Leitung des australischen Polarforschers John Rymill. Den unteren Gletscherabschnitt erkundete 1949 der Falkland Islands Dependencies Survey. Dieser benannte den Gletscher nach dem Schweizer Geologen Albert Heim (1849–1937), Autor des 1885 erschienenen Standardwerks Handbuch der Gletscherkunde.